# Согндал (футбольний клуб)
«Согндал Фотбалл», або ФК «Согндал» (норв. «Sogndal Fotball») — норвезький футбольний клуб з міста Согндалсф'єра. Заснований 1926 року.